# Santi Vincenzo e Anastasio a Trevi

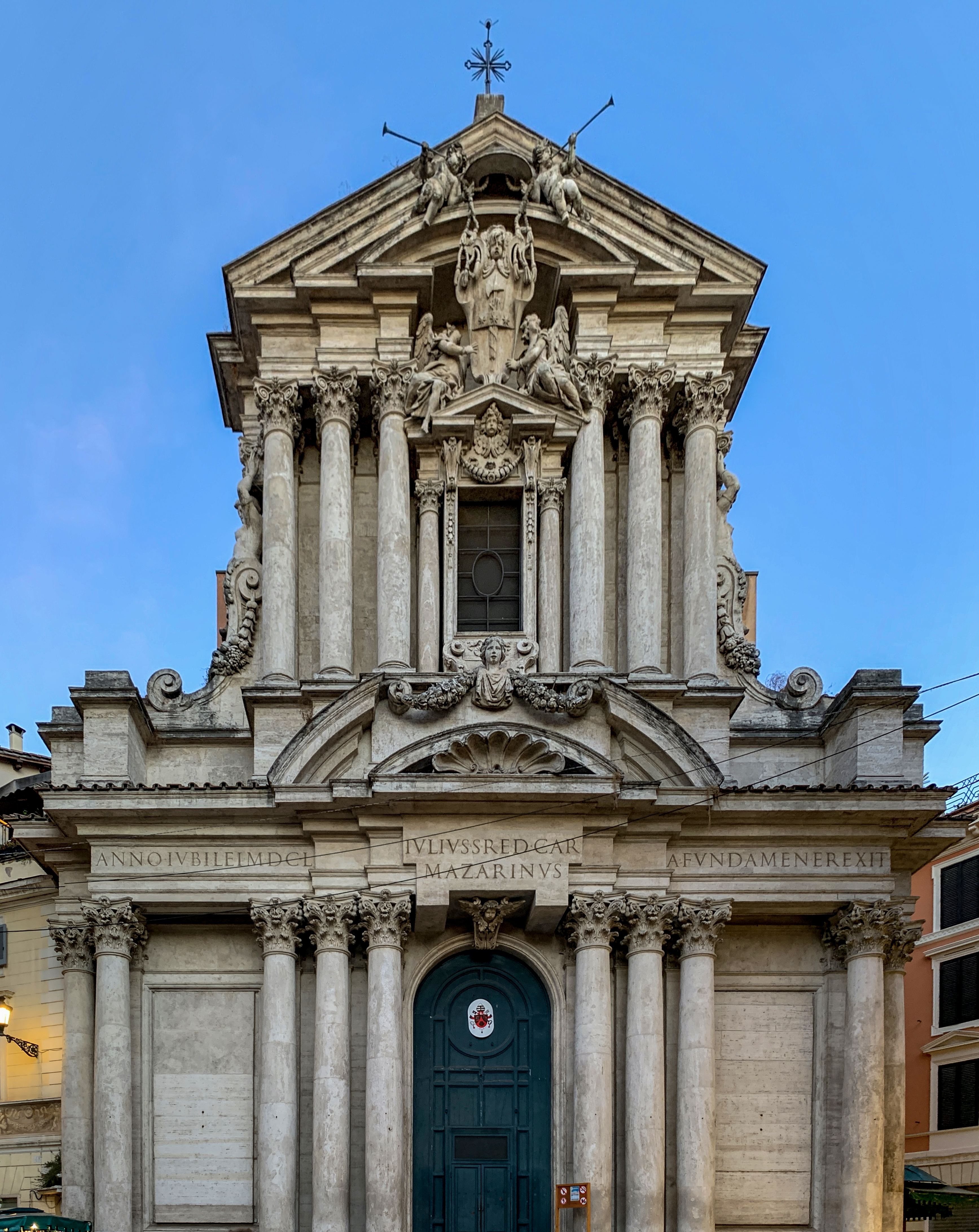
Santi Vincenzo e Anastasio a Trevi, Fassade

Santi Vincenzo ed Anastasio a Trevi (Kirche der Heiligen Vinzenz’ und Anastasius’) ist eine Barockkirche in Rom. Sie wurde von 1646 bis 1650 vom italienischen Architekten Martino Longhi dem Jüngeren geplant. Auftraggeber war der französische Kardinal Jules Mazarin. Die Kirche befindet sich am Trevi-Brunnen. Namensgeber sind die beiden Märtyrer Vinzenz und Anastasius.

## Geschichte
Santi Vincenzo e Anastasio a Trevi befindet sich an der Stelle einer mittelalterlichen Kirche, die 962 in einer Bulle von Papst Johannes XII. erwähnt wurde. Das mittelalterliche Kirchengebäude wurde dem Heiligen Silvester geweiht. Schon seit dem 10. Jahrhundert ist an der Stelle der heutigen Kirche eine kleinere Kirche bekannt gewesen, die dem Heiligen Anastasius geweiht war. Seit 1570 ist sie als „Santi Vincenzo e Anastasio“ bekannt. Die ursprüngliche Kirche wurde auf Order von Kardinal Mazarin im barocken Stil umgebaut. Sie sollte sowohl als Kardinalskirche, aber auch als Gemeindekirche dienen. In ihr sollten aber auch die einbalsamierten Herzen von 22 Päpsten aufbewahrt werden.

## Architektur
Eine Besonderheit der Kirche ist die eindrucksvolle Fassade, u. a. aus Travertin. Die ins Eck gestellte Baulösung öffnet sich einfallsreich zum Platz. Eine korinthische Säulenordnung aus je zwei zusammengestellten Säulenpaaren betont die Fassade in der Vertikalen und kontrastiert mit den horizontalen Staffelgesimsen und Giebelmotiven. Trotz der Massivität der Säulenwirkung wird die Fassade durch figurative Einfügungen im oberen Bereich aufgelockert. Effektvoll erscheint auch die Maßnahme, den oberen Giebel in dreifacher Form zu staffeln. Es wird gemutmaßt, dass Mazarin seine Nichte Maria Mancini, eine Mätresse des Königs Ludwig XIV., an der Fassade verewigen ließ.
Im Inneren der Wandpfeilerbasilika befindet sich u. a. das Altargemälde „Martyrium der Heiligen Vinzenz und Anastasius“ vom spanisch-italienischen Maler Francesco Pascucci.